# NGC 161
NGC 161 é uma galáxia lenticular (S0) localizada na direcção da constelação de Cetus. Possui uma declinação de -02° 50' 54" e uma ascensão recta de 0 horas, 35 minutos e 33,9 segundos.
A galáxia NGC 161 foi descoberta em 21 de Novembro de 1886 por Lewis A. Swift.